# La Villeneuve-lès-Charleville

La Villeneuve-lès-Charleville este o comună în departamentul Marne, Franța. În 2009 avea o populație de 118 de locuitori.